# 藏語盲文
藏語盲文（Tibetan Braille）是書寫標準藏語的盲文字母。它是由德國社會工作者萨布利亚·坦贝肯在1992年所研創的。藏語盲文是植基於德語盲文上的，裡頭有一些國際使用法的延伸。 在印刷體中，元音〈a〉是不書寫的。
儘管藏文與宗喀語（不丹語）使用相同的字母表，但西藏盲文與“宗喀語盲文”有顯著不同，宗喀語盲文比較接近國際的規範。

## 數字及標點符號
數字類如英語盲文。基本的標點符號：
| 印刷體   | ,                          | ;                           | .                                                         |
| 藏語盲文 | ⠂ (braille pattern dots-2) | ⠆ (braille pattern dots-23) | ⠆ (braille pattern dots-23) · ⠆ (braille pattern dots-23) |

## 參閲
- 宗喀語盲文